# Chunyun

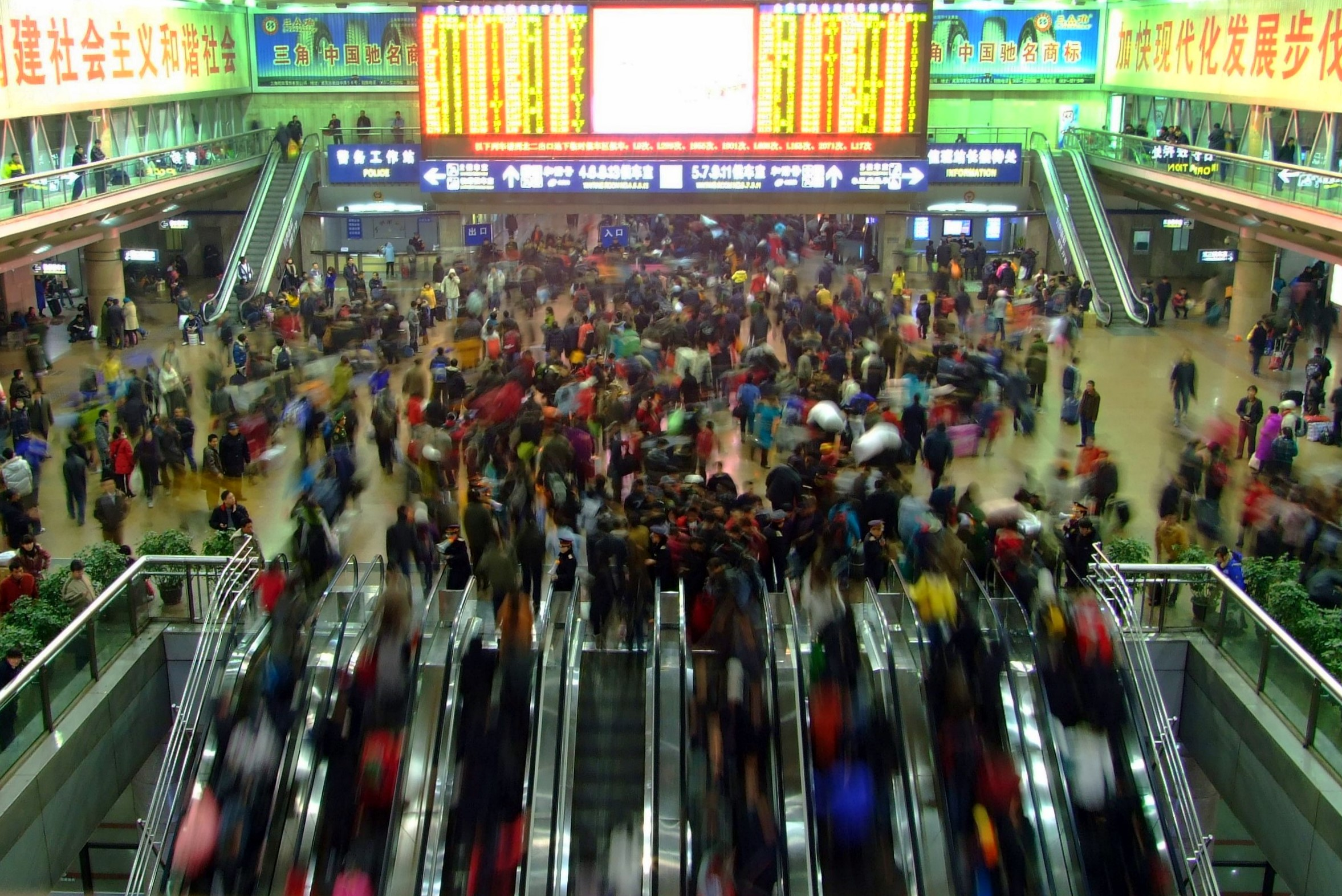
Fotografía tomada durante el periodo Chunyun del 2009 en la Beijing West Railway Station, China.

Chunyun (en chino, 春运; pinyin, Chūnyùn), también denominado la temporada de viajes del festival de primavera o el período Chunyun, es un período en China en el que se observa un gran tráfico y desplazamiento de personas, el mismo coincide con la época del Año Nuevo chino. Por lo general el período comienza unos 15 días antes del día del año nuevo lunar y dura unos 40 días. En el año 2008 la cantidad de viajes realizados durante el período Chunyun fue superior a la población de China, alcanzando una cantidad de más de 2000 millones de viajes. Ha sido denominado la mayor migración anual humana del mundo. El sistema de transporte por ferrocarril se ve muy sobrecargado durante este período.